# 3M22 ツィルコン
3M22 ツィルコン (英語: The 3M22 Zirconあるいは英語: 3M22 Tsirkon、ロシア語: Циркон, NATOコードネーム:SS-N-33) は、ロシア連邦軍が2023年1月に実戦配備した超音速巡航ミサイルである。動力源はラムジェットエンジンで、核弾頭が搭載可能であり、対艦ミサイルや魚雷などとして運用できる。セルゲイ・ショイグ国防大臣によると、射程は1000キロメートル以上。
スクラムジェットエンジンを使用した極超音速巡航ミサイルであると喧伝されてきたが、ウクライナに対しての実戦投入及び被撃墜後の残骸の解析により3M22ツィルコンはスクラムジェットエンジンを使用しておらずラムジェットエンジンによる超音速巡航ミサイルであることが確認された。

## 設計
ツィルコンは、揚力を発生させる中心体を備えた、機動性のある翼のある超音速巡航ミサイルであると考えられている。 固体燃料エンジンのブースターの段階で超音速まで加速し、その後 第二段階で液体燃料（デシリン、JP-10 ジェット燃料）のラムジェットで巡航する。
ロシア連邦大統領ウラジーミル・プーチンは2023年1月4日、ツィルコンを搭載したフリゲート「アドミラル・ゴルシコフ」に地中海などで任務に就くよう命じた。「アドミラル・ゴルシコフ」は2022年5月の試験発射を担当した艦である。

## 実戦投入
2024年、ロシアはウクライナに向けて5発を発射。ウクライナ空軍は、このうち2発の迎撃に成功して残骸の映像を公開した。